# ロシア交響楽団
ロシア交響楽団（ロシアこうきょうがくだん、露: Симфонический оркестр России、英: The Symphony Orchestra Of Russia）は、1991年から2009年の間、ロシアに存在したオーケストラである。ヴェロニカ・ドゥダロワにより創設され、モスクワを拠点として活動した。ドゥダロワが芸術監督兼首席指揮者であった1991年から2003年の間は「ヴェロニカ・ドゥダロワの統率する国立ロシア交響楽団」（露: Государственный симфонический оркестр России п/у Вероники Дударовой）と呼ばれていた。

## 歴史
ロシアにおいて唯一「オーケストラの指揮者として成功した女性」として知られたドゥダロワは、1960年から1989年までの長きにわたってモスクワ国立アカデミー交響楽団の芸術監督兼首席指揮者として活躍したが、同職を退いた後、自ら新たなオーケストラの創設を試み、1991年に結成したのがこのオーケストラである。結成当初から活発な演奏活動を行うとともに、オリンピア・レーベル(nl:Olympia Compact Discs Ltd.)を中心に録音活動も行い、ロシア国内のみならず国外からも高く評価され、「国立」オーケストラの地位を得ている。ドゥダロワは高齢のため2003年に首席指揮者職を辞するが、芸術監督の座は亡くなるまで維持し続けた。
2009年初頭にドゥダロワが死去すると、ミハイル・プレトニョフ率いるロシア・ナショナル管弦楽団との合併の話が持ち上がる。同年半ばになるとプレトニョフが積極的に介入し始め、合併は実現するかと思われた。その内容は、ロシア・ナショナル管弦楽団がロシア交響楽団の楽団員を受け入れることを条件にロシア・ナショナル管弦楽団が「国立」オーケストラの地位を得るというものであった。結局、合併は実現せず、ロシア交響楽団は解散、楽団員は全員解雇され、ロシア・ナショナル管弦楽団が「国立」オーケストラとなることだけが実現した。

## 歴代首席指揮者
- ヴェロニカ・ドゥダロワ(1991年 - 2003年)(芸術監督 1991年 - 2009年)
- パーヴェル・ソローキン(2003年 - 2007年)
- トゥガン・ソヒエフ(2007年)
- セルゲイ・スタドレル(2007年 - 2009年)